# 東能生村
東能生村（ひがしのうむら）は、かつて新潟県西頸城郡にあった村。

## 沿革
- 1889年（明治22年）4月1日 - 町村制の施行により、西頸城郡大王村、鷲尾村、大導寺村、柱道村、指塩村、中野口村、下倉村及び高倉村の区域をもって、西頸城郡東能生村が発足する。
- 1901年（明治34年）11月1日 - 西頸城郡東能生村、南能生村、上能生村、西能生村及び中能生村が合併して、西頸城郡能生谷村が発足する。